# Nagyon vadon 2.
A Nagyon Vadon 2. (eredeti cím: Open Season 2) amerikai 3D-s számítógépes animációs film, amely a Nagyon Vadon-filmek 2. része. Az animációs játékfilm rendezője Todd Wilderman. A forgatókönyvet írta David I. Stern, a zenéjét szerezte Ramin Djawadi, készítette a Sony Pictures Animation, forgalmazta a Sony Pictures. Amerikában 2009. január 27-én mutatták be.
Amerikában 2009. január 27-én, Magyarországon 2009. március 16-án adták ki DVD-n.

## Szereplők
| Szereplő     | Eredeti hang      | Magyar hang         | Fajta          |
| ------------ | ----------------- | ------------------- | -------------- |
| Boog         | Mike Epps         | Kálloy Molnár Péter | medve          |
| Elliot       | Joel McHale       | Csőre Gábor         | szarvas        |
| Gizella      | Jane Krakowski    | Gubás Gabi          | szarvas        |
| McMóki       | Billy Connolly    | Reviczky Gábor      | mókus          |
| Pindur       | Cody Cameron      | Bodrogi Attila      | tacskó         |
| Fifi         | Crispin Glover    | Rajkai Zoltán       | törpe uszkár   |
| Rufus        | Diedrich Bader    | Végh Ferenc         | welsh terrier  |
| Charlene     | Olivia Hack       | F. Nagy Erika       | cocker spániel |
| Roberto      | Steve Schirripa   | Breyer Zoltán       | basset hound   |
| Stanley      | Fred Stoller      | Bácskai János       | macska         |
| Roger        | Sean Mullen       | Varga Rókus         | macska         |
| Ian          | Matthew W. Taylor | Vass Gábor          | szarvas        |
| Haver        | Matthew W. Taylor | Kossuth Gábor       | urzon          |
| Reilly       | Matthew W. Taylor | Háda János          | hód            |
| Deni         | Matthew W. Taylor | Nagy Ervin          | vadkacsa       |
| Serge        | Danny Mann        | Józsa Imre          | vadkacsa       |
| Maria        | Michelle Murdocca | Orosz Anna          | borz           |
| Rosie        | Nika Futterman    | Andresz Kati        | borz           |
| Bobbie       | Georgia Engel     | Pogány Judit        | ember          |
| Fifi gazdája | Jacquie Barnbrook | Bókai Mária         | ember          |
| Benzinkutas  | N/A               | Elek Ferenc         | ember          |
| Rico         | N/A               | Magyar Bálint       | dobermann      |

További magyar hangok: Bartók László, Fehér Péter, Pethes Csaba

## Televíziós megjelenések
- Film+, RTL II
- RTL Klub / RTL, RTL II / RTL Kettő, Film+, Viasat 3, Viasat Film, RTL Három